# Riekoperla compressa
Riekoperla compressa är en bäcksländeart som beskrevs av Günther Theischinger 1985. Riekoperla compressa ingår i släktet Riekoperla och familjen Gripopterygidae. Inga underarter finns listade i Catalogue of Life.